# Thomayerovy sady
Thomayerovy sady jsou park, který leží v Praze 8-Libni u ústí říčky Rokytky do Vltavy západně od Elsnicova náměstí. Zabírá plochu mezi Libeňským zámečkem a ulicí Povltavská pod přírodní památkou Bílá skála. Park má rozlohu 4,25 ha a leží v nadmořské výšce 184–210 metrů.

## Historie
Pozemek a původní tvrz až do roku 1437 patřily měšťanskému rodu Rotlevů. V průběhu let se majitelé pozemku hodně střídaly. Později na původním místě tvrze byl Eliškou Hoffmanovou postaven zámeček. V roce 1662 zámeček odkoupilo Staré Město a ten sloužil až do poloviny 19. století jako letní sídlo pražských primátorů. Po roce 1898, když Libeň získala statut města, tak na místě původní zámecké zahrady vznikl veřejný městský park. Založen byl na počátku 20. století významným českým zahradním architektem Františkem Thomayerem, bratrem lékaře Josefa Thomayera. V letech 1935–1938 došlo k rozšíření původní velikosti parku o severní a západní část od Zámeckého vrchu.
V sadech pramení pramen svatého Vojtěcha, jehož voda je vedena trubkou do betonové nádržky. V sadech se nachází studánka Libeňka.
V prosinci 2008 byl zveřejněn plán pražského magistrátu vyhlásit část parku (skalní útvar nad Löwitovým mlýnem) zvláště chráněným územím. Roste zde např. orsej jarní nebo snědek přímolistý a žije tu řada obojživelníků.
V letech 2017–2018 proběhla revitalizace parku.

## Naučná stezka
Vede zde Školní naučná stezka Thomayerovy sady, která kromě libeňské historie a přírodních hodnot připomíná osobnost spisovatele Eduarda Štorcha, který v Libni bydlel. Stezku vytvořili žáci Základní školy Bohumila Hrabala.

## Doprava v parku a jeho okolí
Parkem prochází páteřní cyklotrasa A2 v úseku mezi Trojou a Libeňským ostrovem. U severozápadní hranice sadů se nachází železniční Holešovická přeložka spojující nádraží Praha-Holešovice s Novým spojením. Ve stopě ulice Povltavská je v budoucnu plánován úsek Městského okruhu.